# Muscle brachio-radial
Le muscle brachio-radial (ou muscle long supinateur ou muscle huméro-stylo-radial ou muscle satellite de l'artère radiale) est un muscle allongé et aplati de la région latérale de l'avant-bras. Il est situé dans le plan superficiel de la loge antébrachiale postérieure,. C'est l'un des trois muscles fléchisseurs du coude avec le muscle biceps brachial et le muscle brachial.

## Origine
Le muscle brachio-radial se fixe en haut sur le bord latéral de l'os humérus juste au-dessus de l'insertion du muscle long extenseur radial du carpe et sur le septum intermusculaire latéral du bras.

## Trajet
Le muscle brachio-radial se dirige verticalement, recouvrant les muscles long extenseur radial du carpe et court extenseur radial du carpe dans la partie latérale de l'avant bras.

## Terminaison
Le muscle brachio-radial s'insère en bas sur le processus styloïde du radius.

## Innervation
Le muscle brachio-radial  est innervé directement par le nerf du muscle brachio-radial qui nait du nerf radial avant sa division en  rameau superficiel et rameau profond.

## Action
Ce muscle est fléchisseur du coude, et ramène l'avant bras en position neutre de prono-supination (il fait de la supination si ce dernier est en pronation et de la pronation si celui-ci est en supination)

## Galerie

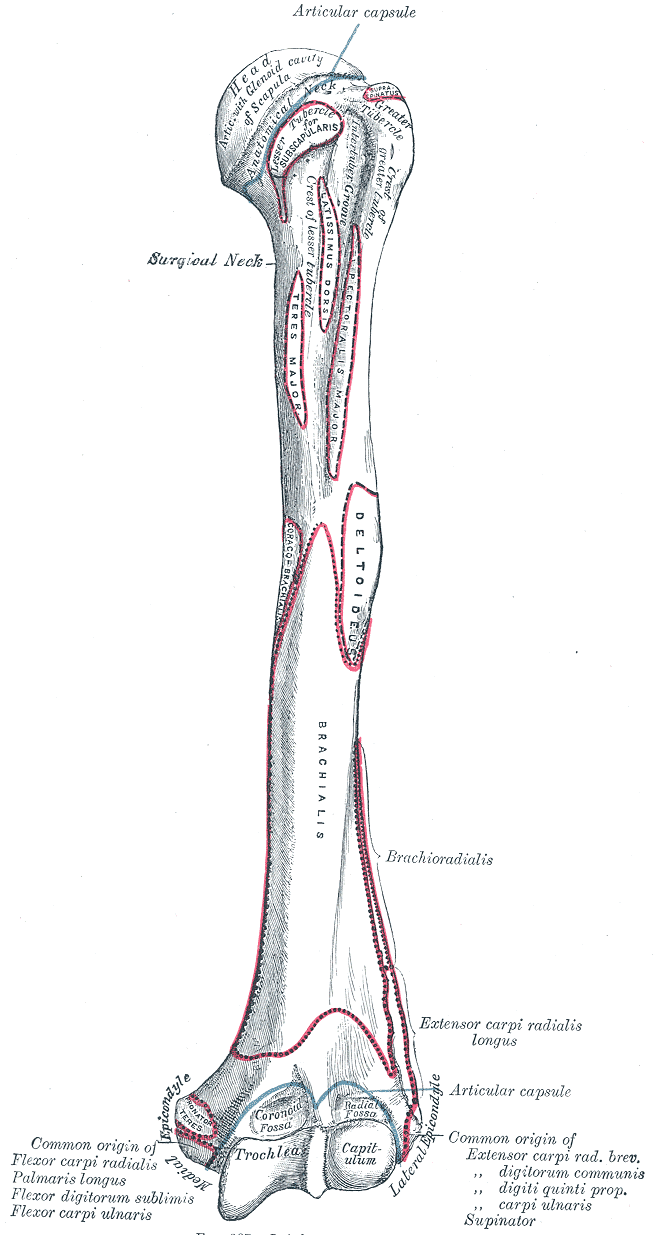
Insertion humérale du muscle brachio-radial (brachioradialis).
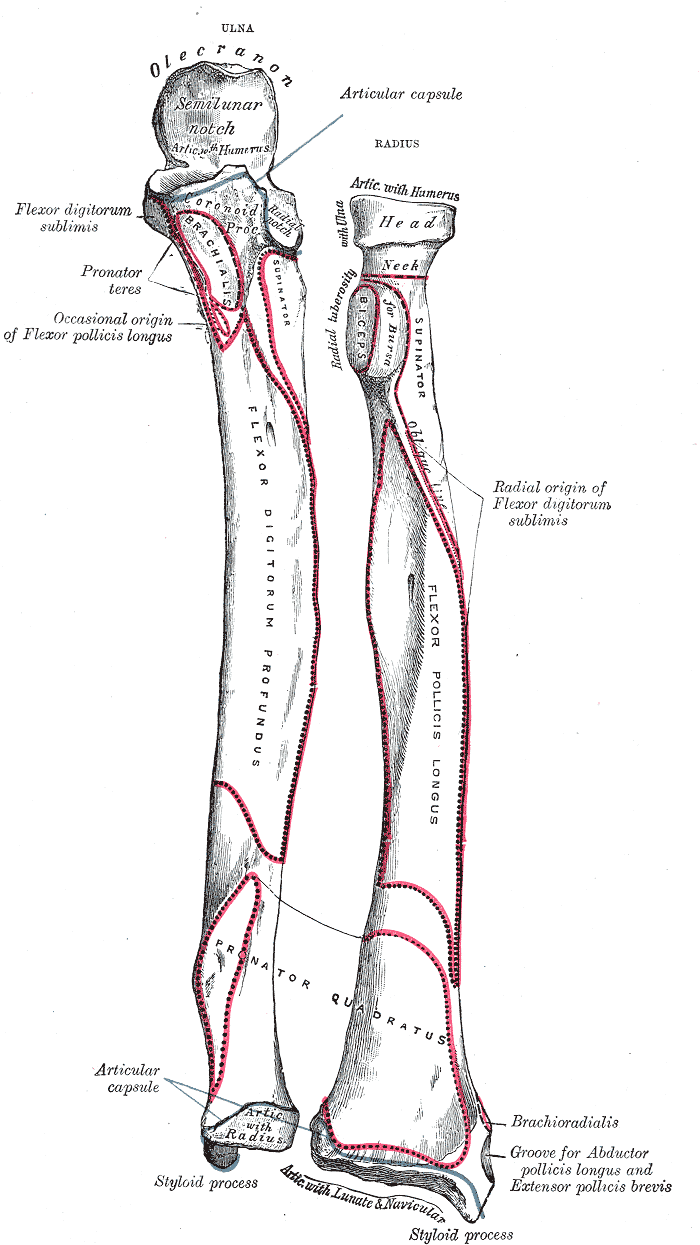
Insertion radiale du muscle brachio-radial (brachioradialis).